# Kritische Männlichkeit
Kritische Männlichkeit ist ein Oberbegriff für den reflektierten Umgang mit Männlichkeit, männlich dominierten Ordnungen und der daraus hervorgehenden männlichen Identität. Das kritische Hinterfragen von solchen geschlechterspezifischen Stigmatisierungen wurzelt in der Bewegung des Feminismus. Diese zielt darauf ab ein Bewusstsein für bestehende Ungleichheiten zu schaffen. Kritische Männlichkeit befasst sich mit der Hinterfragung von sogenannten männlichen Erwartungshaltung und bestehenden Privilegien und Benachteiligungen, die in gesellschaftlichen Strukturen als Norm betrachtet werden. Dabei soll auch bei als männlich gelesenen Personen ein selbstkritisches Verständnis für die eigene Identität geschaffen werden, um das implementierte Bild traditioneller Männlichkeit zu verändern und Geschlechtergleichstellung zu fördern. Konzepte wie Toxische Männlichkeit werden dabei beleuchtet.

## Begriffsentstehung

### Historische Entwicklung
Die systematische Kritik und Reflexion von Männlichkeit durch Männer selbst begann Ende der 1960er. Die zweite Frauenbewegung setzte die kritische Reflexion von Männlichkeit und Geschlechterverhältnissen auf allen Ebenen in Gang – wissenschaftlich, gesellschaftlich und persönlich. Erschüttert und beschämt von der Konfrontation mit den Folgen der eigenen Identitätsentwicklung bildeten sich Ende der 1960er bereits erste Consciousness Raising-Gruppen von linksalternativen Männern. Erstmals beschäftigten sich Männer in Männergruppen kritisch mit Männlichkeit. Daraus entwickelte sich eine kritische Männerbewegung, kritische Männerorganisationen und eine kritische Männer- bzw. Männlichkeitsforschung. Spätestens seit den Nullerjahren plädieren insbesondere Stimmen aus dem intersektionalen Feminismus dafür, Männlichkeit aus einer feministischen Perspektive kritisch zu hinterfragen.

### Begriff
Der Begriff Kritische Männlichkeit hat sich seit Ende der 2010er Jahre in Deutschland innerhalb der antisexistischen Männer- und Queerbewegung im akademischen und linksalternativen Milieu entwickelt. Er ist angelehnt an den Begriff der Kritischen Weißseinsforschung ("critical whiteness").  Die kritische Auseinandersetzung mit Männlichkeit erfolgt in Männergruppen, geschlechtergemischten Gruppen, bei Vorträgen und Seminaren, auf Online-Plattformen oder Websites. Dabei hat sich im Deutschen der Oberbegriff Kritische Männlichkeit entwickelt.
Der Begriff ist aus der kritischen Reflexion von Männlichkeit seit den 1970ern entstanden. Wichtige Einflussfaktoren waren Frauenbewegung, Lesben- und Schwulenbewegung, Männerbewegung, Queerbewegung, Kritische Männer- bzw. Männlichkeitsforschung.

## Theoretische Grundlagen
Zur kritischen Reflexion von Männlichkeit werden heute vor allem folgende theoretische Ansätze genutzt:
- Binnenhierarchie zwischen Männern: Auf der Basis des Konzepts hegemonialer Männlichkeit von Raewyn Connell werden die hierarchischen Verhältnisse zwischen Männern anhand von sozialer Klasse, Sexualität, Ethnie etc. untersucht.[10][11]
- Hierarchisches Verhältnis zwischen den Geschlechtern: Mithilfe des Habituskonzepts von Pierre Bourdieu werden die vorbewussten Praktiken des Alltags und deren Vergeschlechtlichung untersucht – das "androzentrische Unbewusste". Bourdieu beschreibt, wie der männliche Geschlechtshabitus in Beziehung zum untergeordneten weiblichen eingeübt wird und männliche Herrschaft über das Weibliche zum Garant eines als natürlich verstandenen Geschlechterverhältnisses wird.[12][13]
- Ethischer Anspruch der Dezentrierung des subjektiven Standorts: Ansätze von Luca di Blasi (Transpartikularismus: Der weiße Mann. Ein Anti-Manifest)[14], Edgar J. Forster (Unmännliche Männlichkeit: Gabe des männlichen Geschlechts und ethischer Anspruch)[15] und Maximilian Waldmann (Queerfeminismus und kritische Männlichkeit)[9] betrachten Männer als Subjekte, die strukturell von Diskriminierung und Marginalisierung durch ihr Geschlecht verschont bleiben. Sie unterliegen deshalb der ethischen Verpflichtung zur Reflexion des Eigenen, der herrschenden Ordnungsprinzipien und des männlichen Selbstbezugs – beispielsweise in Politik, Familie, Erwerbsarbeit, Ethik oder Pädagogik.

## Inhalte
Kritische Männlichkeit wird seit Ende der 2010er in geschlechtergemischten Gruppen, Männergruppen, bei Vorträgen und Seminaren, auf Online-Plattformen oder Websites diskutiert und beschrieben. Im Zentrum steht häufig die grundlegende Frage "Was ist kritische Männlichkeit?", doch eine konkrete Beschreibung oder Definition steht bislang noch aus.
In einer ersten wissenschaftlichen Arbeit wird kritische Männlichkeit in sieben Thesen beschrieben:
1. Eigene Antworten geben – Kritische Männlichkeit entsteht beim Mann erst durch die eigene Antwort auf einen fremden Gerechtigkeitsanspruch – etwa von Frauen, Kindern oder Queers.
2. Verbundenheit mit Feminismus – Kritische Männlichkeit fühlt sich feministischen Gerechtigkeitsansprüchen und Projekten verbunden, da anerkannt wird, dass die selbstkritische Haltung ohne die Frauenbewegung und das feministische Projekt von Frauen- und Geschlechterforschung sowie geschlechterpolitische Aktivitäten von Frauen undenkbar wäre und in vielen Aspekten darauf zurückgreift.
3. Profeminismus – Kritische Männlichkeit kann nur profeministisch praktiziert werden, jedoch ohne erneut zu bevormunden oder Frauen bzw. feministische Projekte unsichtbar zu machen.
4. Ethischer und politischer Anspruch – Kritische Männlichkeit setzt sich mit fremden Gerechtigkeitsansprüchen auseinander. Dadurch wird es möglich, sich von der westlichen männlich-universalen Norm (Androzentrismus) und den damit zusammenhängenden Abwertungsmechanismen (Sexismus, Rassismus, Kolonialismus, Paternalismus etc.) zu distanzieren. Männer stehen vor der gleichermaßen konkreten wie abstrakten ethisch-politischen Aufgabe, einen Beitrag gegen das intellektuelle und diskursive Erbe der europa-zentrierten männlich-universalen Norm zu leisten, die die Menschheit bis heute prägt.
5. Gerechtigkeitsansprüche nicht gegeneinander ausspielen – Kritische Männlichkeit stellt sich dem Erbe männlich-universaler Normsetzung und Politiken in der Geschichte Europas einschließlich des Herrschaftsprinzips des Unterteilens und Herrschens (divide et impera). So sollen beispielsweise Gerechtigkeitsansprüche nicht gegeneinander ausgespielt werden – etwa Verteidigung 'unserer' Frauen vor 'fremdländischen' Männern.
6. Kritik ist kein Selbstzweck – Kritische Männlichkeit übt Kritik nicht als Selbstzweck, sondern um bestehende Ordnungen umzugestalten – von der Politik bis zur Pädagogik, von Theorien bis zu konkreten Handlungsweisen.
7. Verantwortung für Umgestaltung – Kritische Männlichkeit ist in allen Bereichen der Gesellschaft verankert und tritt überall aktiv für eine gerechte Umgestaltung der Gesellschaft ein – von sozialen Bewegungen über Familie, Berufe, Kunst, Medien, Politik, Wirtschaft, Unternehmen und Verbände bis in die Wissenschaft.

## Kritik
Die Kritik am Umgang Kritischer Männlichkeit kommt zunächst aus feministischer Perspektive. Es wird bemängelt, dass die erforderliche kritische Auseinandersetzung mit dem Konzept der Männlichkeit bei Cis-Männern oft ausbleibt, obwohl dies für die Veränderung der Vorstellung von Männlichkeit notwendig wäre. Besonders die Effektivität der Diskussion in Gruppen wird in Frage gestellt: „Männer, die sich relativ lose und offen zum Thema Männlichkeit zusammentun, kreisen in der Regel im schlechten Sinne um sich selbst. Sie vermischen die notwendigen emotionalen Prozesse von Männlichkeitskritik mit ihrer Sehnsucht nach männlicher Identität und Gemeinschaft. Denn Männlichkeit kritisieren und aufgeben und gleichzeitig Mann bleiben wollen und müssen ist ein tiefer Widerspruch, an dem die meisten Männer immer wieder scheitern.“ Es wird eine Auseinandersetzung mit Männlichkeit gefordert, die unter kontinuierlicher Arbeit und Selbstkritik die Widersprüche abarbeitet. Dies soll nicht abgegrenzt vom Feminismus geschehen, da die feministische Perspektive einen essentiellen Teil für die kritische Betrachtung von Männlichkeit ausmacht.